# Рачатниковское сельское поселение
Рачатниковское сельское поселение — муниципальное образование в Михайловском районе Рязанской области. Административный центр — село Рачатники.

## История
Границы сельского поселения определяются законом Рязанской области от 07.10.2004 N 86-ОЗ.

## Население
| 2010 | 2012 | 2013 | 2014 | 2015 | 2016 | 2017 |
| ---- | ---- | ---- | ---- | ---- | ---- | ---- |
| 500  | ↗522 | ↗527 | ↘518 | ↘502 | ↗505 | ↘499 |
| 2018 | 2019 | 2020 | 2021 |      |      |      |
| ↘480 | ↘474 | ↗479 | ↘439 |      |      |      |

## Состав сельского поселения
| № | Населённый пункт | Тип населённого пункта       | Население |
| - | ---------------- | ---------------------------- | --------- |
| 1 | Большое Свистово | село                         | ↘27       |
| 2 | Малое Свистово   | деревня                      | ↘7        |
| 3 | Николаевка       | село                         | 0         |
| 4 | Рачатники        | село, административный центр | ↘466      |
| 5 | Розвальнево      | деревня                      | 0         |